# WildStorm
WildStorm, è un marchio editoriale di fumetti statunitense fondato da Jim Lee nel 1991 presso la Image Comics, una casa editrice indipendente creata da alcuni famosi autori con l'intenzione di gestire personaggi autoprodotti.
I primi titoli lanciati da Lee come Wildcats e Gen 13 (disegnata da J. Scott Campbell uno dei tanti disegnatori lanciati dalla fucina di Lee) diventano subito dei best seller scavalcando testate storiche di Marvel Comics e DC Comics. Sull'onda del successo lancia altri titoli come Stormwatch, Deathblow e Wetworks creata e disegnata da Whilce Portacio (uno dei 7 fondatori della Image).
Successivamente la casa editrice comincia a diversificare le proprie produzioni fondando il sub-imprint Homage Comics dedicato a prodotti più raffinati quali Astro City di Kurt Busiek, Red di Warren Ellis e i Trout Books di Sam Kieth . A questo si aggiunge la Cliffhanger altra sotto etichetta dedicata ai nuovi talenti del fumetto statunitense (tra i quali Joe Madureira e Humberto Ramos).
Nel 1998 la WildStorm viene venduta alla DC Comics e sotto l'egida della casa editrice di Superman escono titoli innovativi come Planetary di Warren Ellis e John Cassaday e Authority di Ellis e Bryan Hitch.
Viene inoltre lanciata la linea ABC (America's Best Comics) di Alan Moore, un universo fumettistico totalmente gestito e creato dall'autore britannico, che ha poi deciso di passare alla Top Shelf.
Nel corso del tempo la WildStorm è riuscita a produrre fumetti adatti sia per un pubblico di adolescenti amanti della fiction supereroica, sia a produrre opere più mature e complesse, realizzate da alcuni dei più quotati sceneggiatori sulla piazza come Ellis, Garth Ennis, Scott Lobdell, Joe Casey, Andy Diggle e altri ancora.
Dopo gli eventi narrati nella mini serie Captain Atom: Armageddon la WildStorm ha rilanciato tutte le sue testate sotto il nuovo logo WorldStorm affidandole ad autori come Grant Morrison (The Authority e Wildcats), Brian Azzarello (Deathblow), Garth Ennis (The Midnighter), Mike Carey (Wetworks) e Gail Simone (Gen 13 e Welcome to Tranquility).
Lo stesso Jim Lee è tornato a disegnare le avventure del gruppo che ha dato vita all'universo WildStorm: i Wildcats, di cui è uscito solamente il primo numero accumulando molto ritardi.
La WildStorm ha pubblicato anche diversi adattamenti di personaggi non suoi su licenza dei detentori, come Nightmare, Venerdì 13, Non aprite quella porta, Supernatural, World of Warcraft, God of war e dante's inferno.
Dopo la conclusione della serie settimanale 52 l'universo WildStorm è diventato parte del multiverso DC e viene identificato come "Terra-50".